# Кажимеж Фелешко
Кажѝмеж Фелѐшко (на полски: Kazimierz Feleszko) е полски езиковед славист, полонист, сърбо-хърватист, македонист, професор, преподавател във Варшавския, Ополския и Мюнхенския университет, член на Комитета по езикознание и Комитета по славянознание при Полската академия на науките, преводач от сърбохърватски език.

## Трудове
- Składnia genetiwu i wyrażeń przyimkowych z genetiwem w języku serbsko-chorwackim (1970) – докторска дисертация
- Funkcje form kategorii liczby w polskiej grupie imiennej (1980)
- Значења и синтакса српскохрватског генитива (1995)
- Bukowina moja miłość. Język polski na Bukowinie Karpackiej do 1945 roku (2002)
- Bukowina moja miłość. Słownik. Język polski na Bukowinie Karpackiej do 1945 r., Słownik (2003)